# Kleiner Soldat
Kleiner Soldat (Originaltitel Lille soldat)  ist ein dänisches Filmdrama aus dem Jahr 2008, das in Deutschland unter dem Namen „Little Soldier“ auf der Berlinale 2009 lief und ansonsten unveröffentlicht blieb.

## Handlung
Lotte war Soldatin der dänischen Armee im Irak. Frühzeitig kommt sie von diesem Einsatz zurück nach Dänemark. Ihr Vater versucht Lotte den Weg in den Alltag zu erleichtern. Er hat seinen Führerschein durch Trunkenheit am Steuer verloren und gibt ihr den Job als sein Fahrer. Der Vater hat eine Spedition und führt nebenbei ein Bordell. Er lebt mit der Nigerianerin Lily zusammen, die ebenfalls für ihn anschafft. Lotte muss Lily täglich zu ihren Kunden fahren und sie beschützen. Zunächst ist das Verhältnis der beiden Frauen gespannt. Lily glaubt nicht, dass eine Frau sie in schwierigen Situationen beschützen kann. Als Lily von einem verrückten Freier mit einer Pistole bedroht wird, rettet sie Lotte aus der Gefahr. Lily bekommt dadurch Zutrauen und erzählt Lotte sogar von ihrer 9-jährigen Tochter, die in Nigeria lebt. Fünf Jahre hat sie das Mädchen nicht mehr gesehen. Als Lily einen Termin bei einem Stammkunden mit nekrophilen Neigungen hat, kann Lotte das Leid der Prostituierten nicht mehr ertragen. Sie schlägt den Mann Henning nieder und bringt die bewusstlose Lily in ihre Wohnung. Doch Lily macht Lotte Vorwürfe. Sie habe durch sie einen harmlosen Stammkunden verloren, der für seine außergewöhnlichen Sexualpraktiken sehr gut bezahlt hat. Nun könne sie durch Lotte ihre Tochter nicht mehr ernähren. Lottes Vater will Lily nach diesem Vorfall nach Schweden verkaufen. Lotte stiehlt daraufhin die Ersparnisse des Vaters und Lilys Pass. Sie gibt sich als Kunde aus und fordert Lily zu einem Besuch in einem Hotelzimmer auf. Dort kann sie Lily davon überzeugen, dass sie das Geld nimmt und in ihre Heimat zu ihrer Tochter zurückkehrt. Lotte bringt Lily zum Flughafen, und die nigerianische Frau verlässt Dänemark mit einem Charterflug. Anschließend wird Lotte von ihrem Vater zu diesem Vorfall zur Rede gestellt und schwer verprügelt.

## Kritiken
„Annette Olesen, die vor fünf Jahren mit dem Gefängnisdrama ‚In deinen Händen‘ im Wettbewerb der Berlinale war, hat so viele große Themen in ihren Film hineingespiegelt – sexuelle Ausbeutung, Globalisierung, Irak, weibliche Identität, Väter und Töchter –, dass es manchmal scheint, als könnte die Geschichte im nächsten Moment unter dieser Last in die Knie gehen. Aber sie hält stand. Das liegt nicht nur an der Handkamera, mit der die Regisseurin den Blick ihrer Hauptfigur unterstützt. Es liegt auch an einer bestimmten, spezifisch europäischen Haltung zum Erzählten. Denn Olesen hat keine Angst vor losen Enden. Sie vernäht nicht jeden Faden in ihrem Stoff. Was am Ende aus Lily wird und ob Lotte ihr Kriegstrauma ablegen kann, bleibt offen. Klar ist nur, dass sie sich von ihrem Vater befreit hat. Für ihn wird sie in keinen Krieg mehr ziehen.“

## Auszeichnungen
Der Film nahm am Wettbewerb der Berlinale 2009 teil, ging bei der Preisvergabe der internationalen Jury jedoch leer aus. Stattdessen erhielt er den Preis der Ökumenischen Jury. Der Film erhielt außerdem 2009 vier Nominierungen für den dänischen Filmpreis Robert.